# Чепинці (Шаловці)
Чепинці (словен. Čepinci) — поселення в общині Шаловці, Помурський регіон, Словенія. Висота над рівнем моря: 334,9 м.